# Kerstin Alm
Kerstin Alm, född 1949, är en åländsk politiker och centerpartist som var näringsminister i Ålands landskapsregering 2003–2005.
Kerstin Alm var kommundirektör i Saltvik 1991–2003 och 2005–2013 och suppleant i Ålandsdelegationen 2015–2024.